# Thismia hyalina
Thismia hyalina är en enhjärtbladig växtart som först beskrevs av John Miers, och fick sitt nu gällande namn av George Bentham, Joseph Dalton Hooker och Ferdinand von Mueller. Thismia hyalina ingår i släktet Thismia och familjen Burmanniaceae. Inga underarter finns listade i Catalogue of Life.